# Kevin Abbring
Kevin Abbring (ur. 20 stycznia 1989 w Son en Breugel) – holenderski kierowca rajdowy. Od 2007 roku jeździ w mistrzostwach świata. Jest synem Edwina Abbringa, także kierowcy rajdowego.

## Życiorys
Swoją karierę w sportach motorowych Abbring rozpoczął od startów w rallycrossie samochodem klasy buggy. W latach 2005 i 2006 wywalczył mistrzostwo rallycrossowe w serii Ford RST. W 2007 roku zaczął jeździć w rajdach i jadąc samochodem Mitsubishi Colt wziął udział w mistrzostwach Holandii. W sierpniu 2007 zadebiutował w mistrzostwach świata. Pilotowany przez Harmena Scholtalbersa i jadący Mitsubishi Lancerem Evo VII ukończył wówczas Rajdu Niemiec na 41. pozycji.
W 2008 roku Abbring wziął udział w serii Junior WRC za kierownicą Renault Clio R3 w zespole KNAF Talent First. Zdobył łącznie 7 punktów i zajął 13. miejsce. W sezonie 2009 zajął 4. miejsce w JWRC zdobywając 27 punktów. Dwukrotnie stawał na podium - był drugi w Rajdzie Portugalii i pierwszy w Rajdzie Polski. Z kolei w sezonie 2010 był piąty w JWRC (46 punktów). Dwukrotnie był na podium - w Rajdzie Turcji (3. miejsce) i w Rajdzie Portugalii (1. miejsce).
W 2011 roku Abbring pojechał tylko w jednym rajdzie mistrzostw świata, Rajdzie Wielkiej Brytanii, w którym był dwunasty. W 2011 roku brał udział w szutrowych mistrzostwach Francji. W sezonie 2012 jest zawodnikiem zespołu Volkswagen Motorsport i w jego barwach ma startować samochodem Škoda Fabia S2000 obok Francuza Sébastiena Ogiera i Norwega Andreasa Mikkelsena.

## Występy w rajdach WRC
| Sezon | Zespół                | Samochód                  | 1       | 2        | 3          | 4          | 5             | 6         | 7             | 8         | 9         | 10        | 11            | 12              | 13              | 14      | 15              | 16              | Punkty | Miejsce |
| ----- | --------------------- | ------------------------- | ------- | -------- | ---------- | ---------- | ------------- | --------- | ------------- | --------- | --------- | --------- | ------------- | --------------- | --------------- | ------- | --------------- | --------------- | ------ | ------- |
| 2007  | KNAF Talent First     | Mitsubishi Lancer Evo VII | Monako  | Szwecja  | Norwegia   | Meksyk     | Portugalia    | Argentyna | Włochy        | Grecja    | Finlandia | 41        | Nowa Zelandia | Hiszpania       | Francja         | Japonia | Irlandia        | Wielka Brytania | 0      | -       |
| 2008  | KNAF Talent First     | Renault Clio R3           | Monako  | Szwecja  | Meksyk     | Argentyna  | NU            | NU        | Grecja        | Turcja    | 33        | 34        | Nowa Zelandia | 40              | 30              | Japonia | Wielka Brytania |                 | 0      | -       |
| 2009  | KNAF Talent First     | Renault Clio R3           | 22      | Norwegia | Cypr       | 19         | Argentyna     | NU        | Grecja        | 11        | NU        | Australia | 27            | Wielka Brytania |                 |         |                 |                 | 0      | -       |
| 2010  | KNAF Talent First     | Renault Clio R3           | Szwecja | Meksyk   | Jordania   | 15         | Nowa Zelandia | 21        | 21            | Finlandia | NU        | Japonia   | NU            | Hiszpania       | Wielka Brytania |         |                 |                 | 0      | -       |
| 2011  | Volkswagen Motorsport | Škoda Fabia S2000         | Szwecja | Meksyk   | Portugalia | Jordania   | Włochy        | Argentyna | Grecja        | Finlandia | Niemcy    | Australia | Francja       | Hiszpania       | 12              |         |                 |                 | 0      | -       |
| 2012  | Volkswagen Motorsport | Škoda Fabia S2000         | 12      | Szwecja  | NU         | Portugalia | Argentyna     | Grecja    | Nowa Zelandia | Finlandia | Niemcy    | 25        | Francja       | Włochy          | Hiszpania       |         |                 |                 | 0      | -       |
| 2014  | Peugeot Rally Academy | Peugeot 208 T16           | Monako  | Szwecja  | Meksyk     | Portugalia | Argentyna     | Włochy    | Polska        | Finlandia | Niemcy    | Australia | 14            | Hiszpania       | Wielka Brytania |         |                 |                 | 0      | -       |
| 2015  | Hyundai Motorsport N  | Hyundai i20 WRC           | Monako  | 11       | Meksyk     | Argentyna  | Portugalia    | Włochy    | Polska        | Finlandia | Niemcy    | Australia | Francja       | Hiszpania       | Wielka Brytania |         |                 |                 | 0      | -       |

## Występy w JWRC
| Sezon | Zespół            | Samochód        | 1     | 2      | 3      | 4      | 5      | 6      | 7      | 8     | 9 | Punkty | Miejsce |
| ----- | ----------------- | --------------- | ----- | ------ | ------ | ------ | ------ | ------ | ------ | ----- | - | ------ | ------- |
| 2008  | KNAF Talent First | Renault Clio R3 | MEX   | JOR NU | ITA NU | FIN 6  | DEU 6  | ESP 11 | FRA 8  |       |   | 7      | 13.     |
| 2009  | KNAF Talent First | Renault Clio R3 | IRL 5 | CYP    | POR 2  | ARG    | ITA NU | POL 1  | FIN NU | ESP 4 |   | 27     | 4.      |
| 2010  | KNAF Talent First | Renault Clio R3 | TUR 3 | POR 1  | BUL 7  | DEU NU | FRA NU | ESP    |        |       |   | 46     | 5.      |

## Występy w rajdach IRC
| Sezon | Zespół            | Samochód        | 1   | 2   | 3   | 4   | 5      | 6      | 7   | 8   | 9      | 10  | 11  | 12  | 13 | Punkty | Miejsce |
| ----- | ----------------- | --------------- | --- | --- | --- | --- | ------ | ------ | --- | --- | ------ | --- | --- | --- | -- | ------ | ------- |
| 2010  | KNAF Talent First | Renault Clio R3 | MON | KUR | ARG | KAN | SAR    | YPR 11 | AZO | MAD | BAR 19 | SAN | SZK | CYP |    | 0      | -       |
| 2011  | KNAF Talent First | Citroën DS3 R3T | MON | KAN | KOR | JAŁ | YPR 23 | AZO    | BAR | MEC | SAN    | SZK | CYP |     |    | 0      | -       |